# Алкеј (комедиограф)
Алкеј (грч. Ἀλκαῖος, 4. век п. н. е.), син Мика (Μίκκος), био је старогрчки комедиограф који је стварао у оквиру старе атичке комедије. Према Суди, био је родом из Митилене, но ту је састављач лексикона можда помешао овога комедиографа с чувеним грчким лиричарем Алкејем.
Своје комедије приказивао је у Атини и, премда га Суда назива песником старе комедије (κωμικὸς τῆς ἀρχαίας κωμῳδίας), чини се да су његови комади представљали ону мешавину карактеристичну за прелазни период између старе и средње атичке комедије.
Године 388. п. н. е. извео је на позорницу комад Пасифаја (Πασιφάη) на истом надметању на којем је Аристофан приказао друго издање свога Плута, но, ако је веровати једном тумачењу криптичне реченице у Суди, освојио је тек пето (последње) место на том такмичењу Саставио је десет комедија, а сачувани наслови сугеришу да је посебно волео митолошке травестије:
- Сестре прељубнице (Ἀδελφαὶ μοιχευομέναι)
- Ганимед (Γανυμήδης)
- Ендимион (Ἐνδυμίων)
- Свети брак (Ἱερὸς γάμος)
- Калисто (Καλλιστῶ)
- Комедиотрагедија (Κωμῳδοτραγῳδία)
- Вежбалиште (Παλαῖστρα)
- Пасифаја (Πασιφάη)

Раније се сматрало да је постојао и трагички песник с именом Алкеј, но заправо се ради о истом овом Алкеју, а до грешке је дошло због погрешног читања наслова његове Комедиотрагедије